# Rati
Rati (sànscrit: रति, Rati) és la deessa hindú de l'amor, el desig carnal, la luxúria, la passió i el plaer sexual. Sovint se l'associa amb l'excitació i plaer de l'activitat sexual, i el nom de moltes tècniques i posicions sexuals deriven del seu nom en sànscrit. Normalment se la descriu com a la filla del prajapati Daksha; Rati és la contrapart i l'ajudant de Kamadeva, el déu de l'amor. Companya seva, sovint se la descriu amb ell a les llegendes i se la representa en les escultures del temples, amb el qui és adorada.
Les escriptures hindús incideixen en la seva bellesa i sensualitat, la descriuen com una donzella virginal que té el poder d'encantar al déu d'amor. Quan el déu Xiva crema el seu marit fins a convertir-lo en cendres, és Rati qui, amb les seves promeses i penitència, aconsegueix la resurrecció de Kama. Normalment, aquesta resurrecció té lloc quan reneix com a Pradiumna, fill de Krixna. Rati –sota el nom de Mayavati– exerceix un paper clau en la criança de Pradiumna, separat dels seus pares al néixer. És la seva mainadera, la seva amant, l'incita a matar el rei dimoni Sambara i, més tard, Kamadeva-Pradiumna l'accepta altre cop com la seva muller.

## Etimologia
El nom de la deessa Rati ve de l'arrel en sànscrit ram, que significa «gaudir» o «delitar-se». Tot i que l'arrel del verb generalment es refereix a qualsevol classe de diversió, normalment comporta connotacions de gaudiment físic i sensual. Etimològicament, la paraula rati es refereix a qualsevol cosa que pot ser gaudida; però, és gairebé sempre, utilitzada per a referir-se a l'amor sexual.

## Naixement i matrimoni

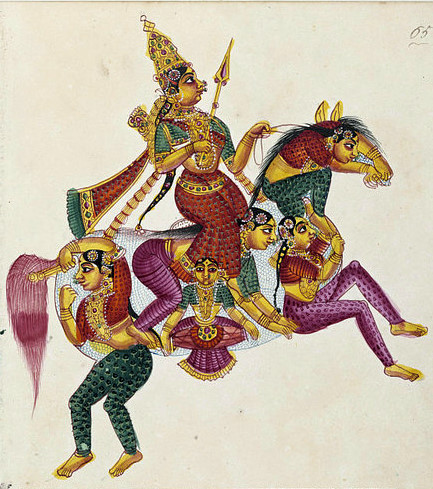
Rati en un cavall format per diverses representacions d'ella mateixa

El Kalika Purana narra el següent conte sobre el naixement de Rati. Després de la creació dels 10 Prajapatis, Brahma —el déu creador— crea a Kama (Kamadeva), el déu de l'amor, de la seva ment. Kama rep l'ordre d'estendre l'amor al món en disparar les seves fletxes-flors i el prajapati Daksha la de presentar una dona a Kama. Kama utilitza en primer lloc les seves fletxes contra Brahma i els prajapatis, que immediatament se senten atrets de manera incestuosa per la filla del primer, Sandhya («Capvespre»). Xiva, que passava pel lloc en aquell moment, els mirà i rigué. Avergonyits, Brahma i el Prajapatis tremolaren i transpiraren; de la suor de Daksha va sorgir una bella dona anomenada Rati, a qui Daksha presenta a Kama com la seva muller. Alhora, l'agitat Brahma va maleir Kama a ser cremat per Xiva fins a convertir-se en cendres, en el futur. No obstant això, davant els plecs de Kama, Brahma li assegura que renaixerà. El Brahma Vaivarta Purana explica que Sandhya es va suïcidar després que Brahma la desitgés. El déu Vixnu la ressuscita, li dona un nou nom, Rati, i la casa amb Kama. El Xiva Purana esmenta que després de suïcidar-se, Sandhya reneix de la suor de Daksha com a Rati. En d'altres textos es descriu al déu Xiva com el pare de Rati.
El Harivamsa, un apèndix de l'èpica Mahabharata, esmenta que Kama i Rati tenen dos nens, Harsha («Alegria») i Yashas («Gràcia»). Tanmateix, el Vixnu Purana esmenta que Rati, com Nandi, només té un fill, Harsha. Les èpiques Mahabharata i Ramayana també testimonien a Rati com la consort de Kama.

## Renaixement com Mayavati: mort i resurrecció de Kama
El dimoni Tarakasura havia causat estralls a l'univers, i només el fill de Xiva podia matar-lo, però el déu s'havia dedicat a la vida asceta després de la mort de la seva primera dona, Sati. Kama va ser instruït pels déus per tornar fer que Xiva s'enamorés altre cop. Va anar a la muntanya Kailash amb Rati i Madhu o Vasanta («Primavera»), i va disparar les seves fletxes d'amor a Xiva —en una altra versió de la llegenda, Kama va entrar en la ment del déu— i li va invocar el desig. Ferit per les fletxes de Kama, Xiva es va sentir atret per Parvati, la reencarnació de Sati però, agitat, va cremar a Kama amb la mirada al seu tercer ull.

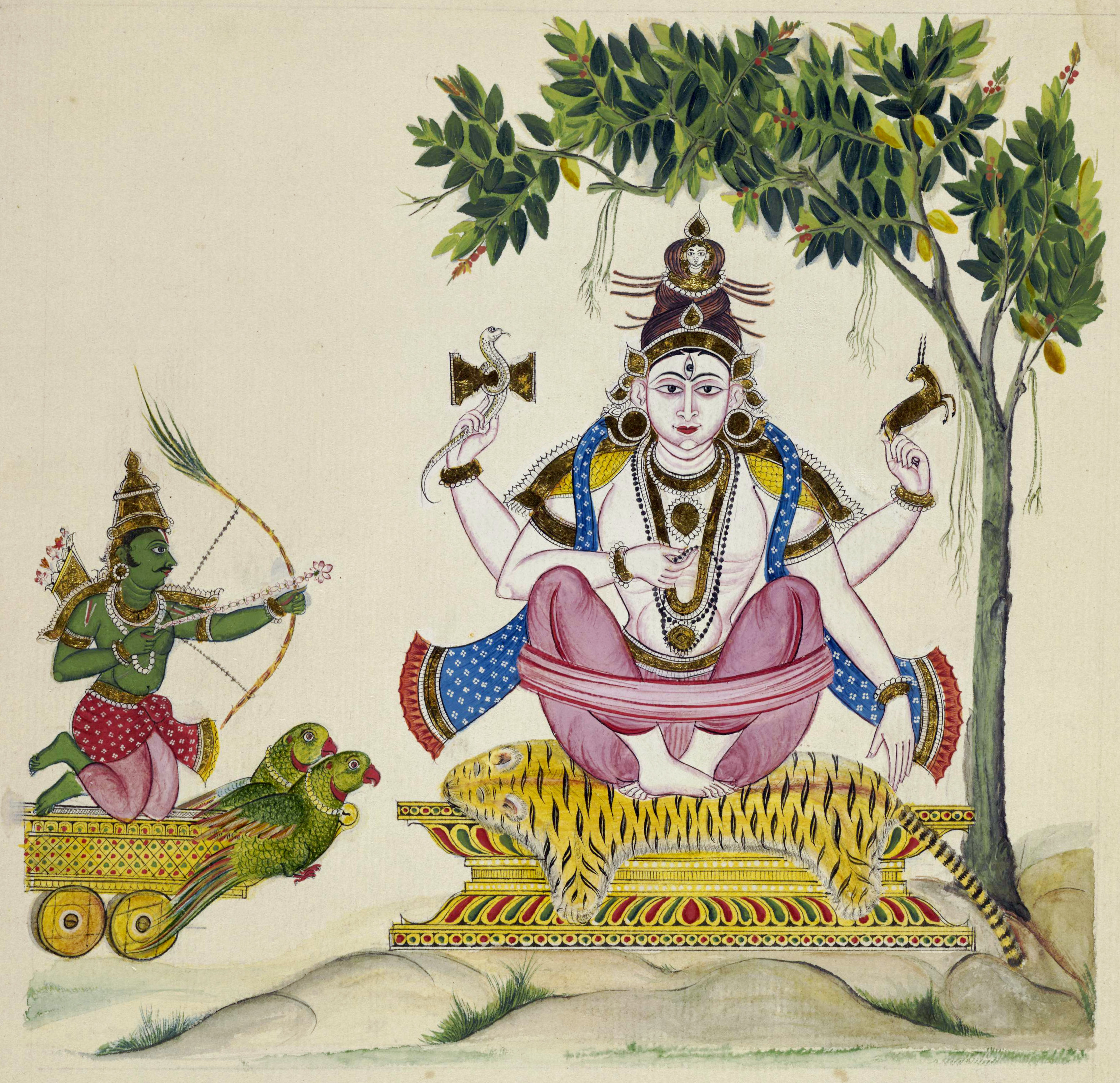
Kama, a la dreta, dispara a Xiva les seves fletxes de flors

El Bhagavata Purana narra a més que el Rati, afligida per la pena, embogeix per la mort de Kama i en les versions de Matsya Purana i Padma Purana, es llença sobre les cendres del seu marit. Més endavant, en el Bhagavata Purana, Rati fa una severa penitència i advoca a Parvati perquè intercedeixi a la fi que Xiva restitueixi el seu marit. Parvati li assegura que Kama tornarà a néixer com a Pradyumna, el fill de Krishna, l'Avatar del déu Vixnu a la terra, i Rati l'hauria d'esperar a la casa del dimoni —asura— Sambara. En d'altres versions de la narració, com la Matsya Purana, la Padma Purana, la Xiva Purana, la Linga Purana i la Kathasaritsagara, és Xiva qui beneeix Rati amb la resurrecció de Kama. En d'altres variants, Rati maleeix als déus que van enviar a Kama a aquesta missió i els déus, com a grup o Brahma, són els que cerquen consolar a l'afligida Rati de Xiva o la Deessa Suprema, on Parvati és una de les seves manifestacions. En algunes llegendes, com la del Brahmanda Purana, la deessa ressuscita immediatament a Kama, escoltant la pregària del lament de Rati i els déus. El poeta sànscrit Kalidasa dedica el cant IV a discutir la situació de Rati en el seu Kumarasambhava, i se centra en la història de les noces de Xiva i Parvati i el naixement del seu fill Skanda, que mata a Tarakasura. Aquest cant narra que Rati és testimoni de la mort del seu marit i, afligida, i intenta immolar-se en una pira funerària. Una veu celestial l'atura a temps, afirmant que després del matrimoni de Xiva, ell mateix ressuscitarà al seu marit.
El capítol «Kedara Khanda» de la Skanda Purana presenta una versió molt diferent. En aquesta narració, després que Kama es cremat, Parvati està preocupada per no poder aconseguir a Xiva en absència de Kama. Parvati és consolada per Rati, que li assegura que farà reviure a Kama i comença una sèrie de severes austeritats per tal d'assolir el seu objectiu. Una vegada, el savi diví Narada li pregunta «què qui era»; trastocada Rati l'insulta i Narada, espantat, invoca que el dimoni Sambara la segresti. Sambara la porta a casa seva però no pot tocar-la, ja que la deessa decreta que quedarà reduït a cendres si ho fa. A casa del dimoni Rati es converteix en la minyona de la cuina Mayavati («Mestressa de la il·lusió-Maya»).

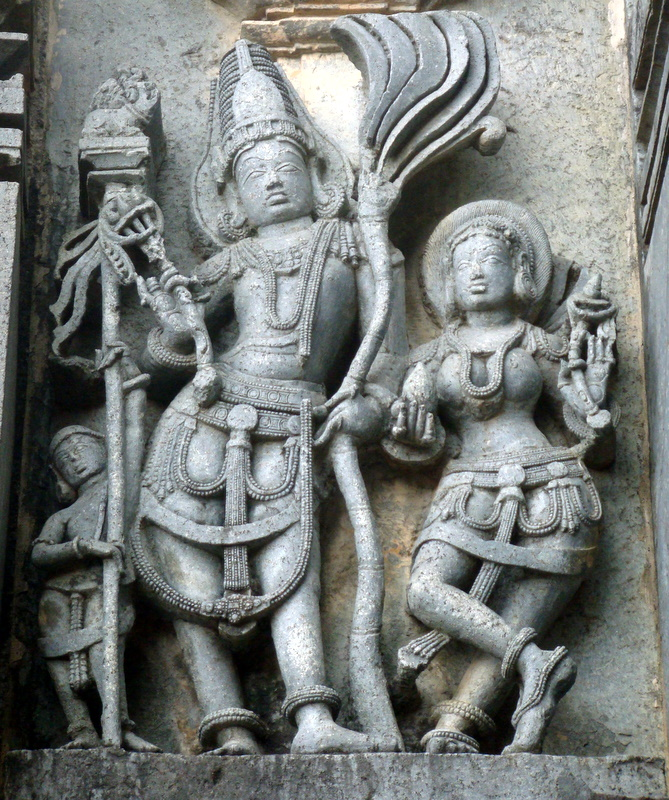
Kama, a l'esquerra, amb Rati, representats a una paret del Temple de Chennakesava, a Belur

El Bhagavata Purana i el Kathasaritsagara continuen la narració explicant que, per culpa de Xiva, Rati assumeix ser la cuinera de Sambara mentre espera la tornada del seu marit. Kama reneix com a Pradyumna, fill de Krishna i la seva esposa Rukmini. Sambara ho descobreix, rapta al nen i el llança a l'oceà, on és engolit per un peix. Aquest peix és capturat pels pescadors i enviat a la cuina de Sambara. Quan Mayavati talla el peix troba al nen i decideix nodrir-lo. El savi diví Narada revela a Mayavati que ella era Rati i que el nen és Kama. A mesura que el nen es va criar, l'amor matern de Mayavati canvia a l'amor apassionat d'una dona però el renascut Kama la refusa, en considera-la la seva mare. Mayavati li explica el secret dels seus naixements anteriors tal com li narrà a ella Narada, i que no és el seu fill, sinó el de Krishna i Rukmini. Mayavati també ensenya a Pradyumna màgia i arts i tècniques de guerra, i li aconsella matar a Sambara. Pradyumna derrota al dimoni, el mata i torna a Dvārakā, la capital de Krishna, amb Mayavati com la seva dona, on són benvinguts.
El Vishnu Purana i l'Harivamsa també narren contes similars, encara que la reencarnació de Rati es diu Mayadevi i se la descriu com l'esposa de Sambara, més que la seva criada. Ambdues escriptures salvaguarden la seva castedat dient que Rati tenia una forma il·lusòria d'encantar a Sambara. El Brahma Vaivarta Purana diu explícitament que Rati no dorm amb Sambara, sinó que la que ho fa és la forma il·lusòria de Mayavati. Rati-Mayavati té un paper crític en totes les narracions d'aquesta història on sedueix —amb la seva Maya— tant a Sambara com a Kama-Pradyumna, el seu «fill», al qui convenç en ser el seu amant. Tots els textos al final posen èmfasi en la seva puresa, intacte per part d'altres homes que no fossin Kama.

## Associacions i iconografia

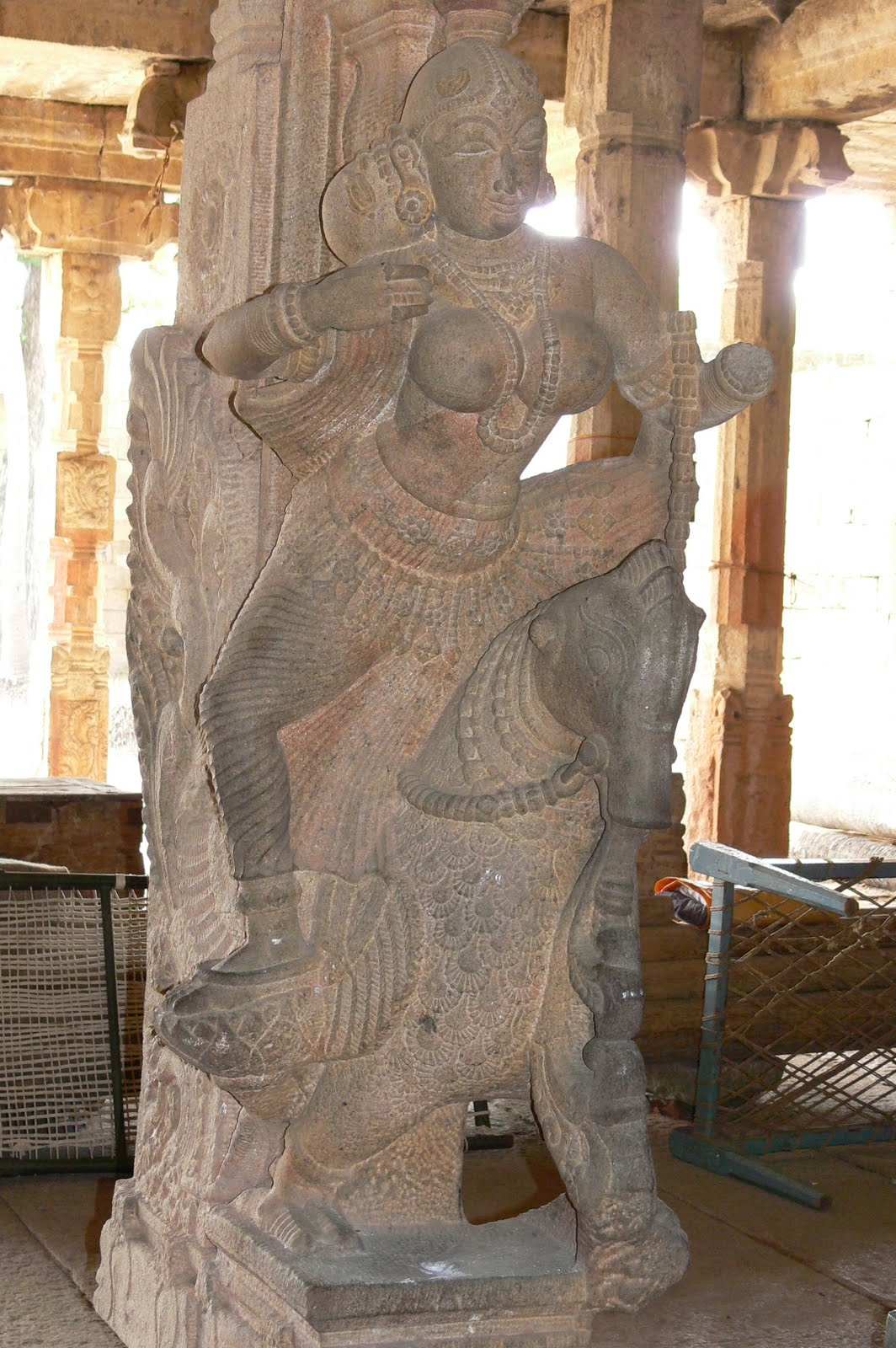
Escultura de Rati en un pilar d'un temple, enfront d'un pilar amb Kama, asseguda en un lloro i amb un arc de canya de sucre

El nom Rati en sànscrit significa «el plaer de l'amor, la passió o unió sexuals, el plaer amorós», tot allò que Rati personifica. Rati també al·ludeix a la llavor de la dona. La paraula Rati també dona lloc a altres paraules en sànscrit relacionades amb l'amor com ara bé Kama-rati («home estupefacte pel desig»), rati-karman («relació sexual»), rati-laksha («coit»), rati-bhoga («plaer sexual»), rati-shakti («potencia viril»), rati-jna («expert en l'art de l'amor»), i rati-yuddha («batalla sexual»). La paraula Rati també apareix en el títol del treball eròtic sànscrit Rati-Rahasya («Secrets de Rati»), que es diu que conté els secrets sexuals de la deessa, així com en els noms sànscrits de moltes tècniques i posicions sexuals com Rati-pasha («el llaç de Rati»), una posició sexual en la qual la dona tanca les cames darrere de l'esquena del seu amant.
Rati significa plaer sexual, desig carnal i sexualitat. Representa només el plaer de l'activitat sexual i no es relaciona amb la procreació o la maternidad. La professora Catherine Benton del departament de Religió del Lake Forest College relaciona el seu naixement de la «suor del desig» amb els líquids corporals produïts durant les relacions sexuals, que es consideren impures en l'hinduisme. Benton, per tant, també la relaciona amb la contaminació, però la seva associació amb Kama —el déu de l'amor— li atorga l'estatus d'una deessa favorable. Rati i Kama es troben sovint representats a les parets dels temples com a «escultures de benvinguda», símbols de la bona sort, fortuna i prosperitat. Rati no és només consort de Kama, és també és la seva ajudant i constant companya, que desperta sentiments sexuals. Kama acostuma a representar-se amb Rati al seu costat, és inclosa en qualsevol obra que l'involucri i se li rendeix culte en alguns ritus de festivals dedicats al déu.

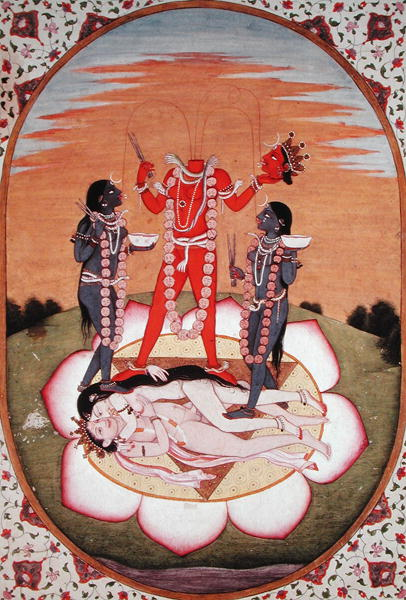
Chhinnamasta de peu sobre Kama i Rati

El Xiva Purana esmenta que el propi Kama va ser travessat per les seves fletxes d'amor quan va veure a la seva «dona auspiciosa», Rati, i en fa una detallada descripció del seu cos, omplerta de símils que elogien la seva cara, ulls, cabells, pits, braços, cames, cuixes i la seva pell brillant. Les descripcions textuals de Rati la presenten com una encantadora; voluptuós i seductora. Rati, així com el seu marit Kama, munten un lloro com a vahana (vehicle) i sovint es representada amb una espasa.
En el tantra, la deessa Mahavidya Chhinnamasta és descrita de peu sobre la parella Kama i Rati —amb Rati a sobre— que estan copulant, tallant-se el cap. La postura d'ella a sobre suggereix una dominància de la dona sobre l'home i, Chhinnamasta sobre de la parella copulant, s'interpreta a vegades com un símbol d'autocontrol del desig sexual, i de vegades com una deessa que engloba l'energia sexual. Les imatges de Chhinnamasta asseguda sobre de la parella Kamadeva-Rati en una forma no supresiva s'associen amb aquesta última interpretació. La parella de deïtats de l'amor també simbolitzen maithuna, el ritual de la unió sexual.